# كهوف بلوفيش
كهوف بلوفيش (بالإنجليزية: Bluefish Caves)‏ هو موقع أثري في يوكون، كندا، يقع على بعد 54 كم (34 ميل) جنوب غرب مجتمع فونتوت جويتشين في أولد كرو، حيث تم استخدام الكربون المشع لعظم فك من حصان يوكون منذ 24000 سنة قبل الحاضر (قبل الميلاد)، قبل السن المقبول عمومًا للسكن في العالم الجديد. هناك 3 كهوف صغيرة في المنطقة.

## للقراءة المتعمقة
- Heather Pringle (MARCH 8, 2017), What Happens When an Archaeologist Challenges Mainstream Scientific Thinking?—The story of Jacques Cinq-Mars and the Bluefish Caves shows how toxic atmosphere can poison scientific progress. Hakai Magazine, SMITHSONIAN.COM
- The Bluefish Caves in Beringian Prehistory by Jacques Cinq-Mars, Archaeological Survey of Canada